# Pütsche
Die Pütsche, auch Püttrich, Pöttcher oder Pütrich, benannt nach dem Salztransportgefäß,  war ein altes Salzmaß im Salzburger Land in Österreich und in der Schweiz.

## Schweiz
Das Maß wurde im Schweizerischen auch  Kröttli genannt, und in einer Salzhausmeisterordnung aus dem 16. Jahrhundert, die im Stadtarchiv Luzern aufbewahrt wird,  war das  Salzmaß
- 1 Mäß (Salz) = 4 Haller
- 1 Kröttli = 4 Haller
- 1 Kröttli = 3 Scheiben
- 5 Scheiben = 1 Pütsche = 7,5 Zentner

Die kleinere Einheit Scheibe entsprach einem hölzernen Rührgefäß für Salz. 1 Scheibe hatte 150 Pfund Salz.

## Österreich
In Österreich war das Salzmaß abweichend und 
- 1 Pütsche = ¾ Scheibe[2]
- 1 Salzschiff = 1 Äsche/Asch = 40 Scheiben
- 80 Pütschen =  60 Scheiben